# دوغان باباجان
دوغان باباجان (بالتركية: Doğan Babacan)‏ (30 نوفمبر 1929 - 18 مايو 2018) كان حكم كرة قدم تركي. كان أول حكم تركي يشرف على مباراة في تاريخ كأس العالم.
ولد في أنقرة لعب لصالح نادي بشكتاش، نادي كارسياكا، نادي قاسم باشا، ونادي هاسيتيب.

## التحكيم
بدأ مسيرته كحكم في عام 1955 ووضع على قائمة الحكام الدوليين للفيفا عام 1968.
عرف بتحكيمه المباراة في مباراة المجموعة الأولى في الجولة الأولى بين المانيا الغربية وتشيلي في كأس العالم 1974. في تلك المباراة، أخرج باباكان التشيلي كارلوس كازالي، وكانت أول بطاقة حمراء في تاريخ كأس العالم. في 10 أبريل 1974 أخرج ثلاثة لاعبين من أتلتيكو مدريد في مباراة الذهاب من نصف نهائي كأس أوروبا ضد نادي سلتيك في غلاسكو.
لاحقاً، كان حكماً لنهائي كأس السوبر الأوروبي 1975 بين بايرن ميونخ ودينامو كييف، تقاعد من التحكيم الدولي عام 1978

## الوفاة
توفي عام 18 مايو 2018 وبلغ عمره 88 عاماً.